# Grumes
Grumes är en ort och frazione i provinsen Trento i regionen Trentino-Sydtyrolen i Italien.
Grumes upphörde som kommun den 1 januari 2016 och bildade med de tidigare kommunerna Faver, Grauno och Valda den nya kommunen Altavalle. Den tidigare kommunen hade 438 invånare (2015).